# Юрій Левченко (психіатр)
Юрій Юрійович Левченко (нар. 7 серпня 1973, смт Козельщина, Полтавська область, Україна) — український лікар-психіатр, психотерапевт, завідувач поліклінічного відділення відокремленого підрозділу Полтавської обласної консультативної психоневрологічної поліклініки зі стаціонаром № 1, поет і музикант. Відомий впровадженням сучасних моделей амбулаторної психіатричної допомоги на Полтавщині, зокрема мобільних мультидисциплінарних команд.

## Біографія
Народився 7 серпня 1973 року в смт Козельщина Полтавської області. Після здобуття медичної освіти розпочав лікарську практику у 1996 році. Спеціалізується на психіатрії та психотерапії.

## Медична діяльність
Левченко обіймає посаду завідувача поліклінічного відділення відокремленого підрозділу Полтавської обласної консультативної психоневрологічної поліклініки зі стаціонаром № 1.
Він брав активну участь у трансформації системи психіатричної допомоги на Полтавщині в межах медичної реформи, що передбачає фінансування послуг, а не утримання закладів.

### Мобільні мультидисциплінарні бригади
У липні 2024 року під його керівництвом у Полтаві почала працювати перша мобільна мультидисциплінарна команда, яка обслуговує пацієнтів із тяжкими психічними розладами вдома. За словами Левченка: 
«Бригада обслуговує 65 пацієнтів із важкими психічними розладами зі значними порушеннями у функціонуванні. Вона розрахована на 150–200 тисяч населення. Така кількість відповідає приблизному відсотку пацієнтів, які потребують активної допомоги»
.
До складу команди входять психіатр, психолог, медсестра, фахівець із соціальної роботи та координатор. Метою є підтримка хворих під час криз психічного здоров’я, запобігання або скорочення госпіталізацій та допомога в реалізації плану лікування.

### Результати впровадження
За даними видання Zmist.pl.ua, впровадження мобільних команд дозволило зменшити кількість госпіталізацій у регіоні на 30 %.

## Творча діяльність
Окрім медичної практики, Юрій Левченко є поетом і музикантом. Пише вірші та створює до них музику, поєднуючи літературну та музичну творчість. Частину його поезій можна прочитати на літературному порталі «[Майстерень]».  Юрій проводить творчі вечори, виступає в Полтавському художньому музеї ім. Миколи Ярошенка та інших культурних закладах. У жовтні 2024 року організував літературно-музичний вечір у Полтаві, про який місцеві ЗМІ писали як про «ліричний і романтичний захід, що об’єднує людей».
1. 1 2 3 4  Психіатрична допомога на Полтавщині: як медична реформа змінила систему // Zmist.pl.ua
2. ↑  На 30% менше госпіталізацій: на Полтавщині скоротилася кількість звернень по психіатричну допомогу // Zmist.pl.ua
3. ↑  Профіль Юрія Левченка на сайті «Майстерень»
4. ↑  Оголошення про творчий вечір Юрія Левченка // Gallery Poltava